# Rudolf Rohrer (Architekt)
Rudolf Rohrer (* 15. Juli 1900 in München; † 1968 in Leipzig) war ein deutscher Bauingenieur und Architekt.

## Leben und Wirken

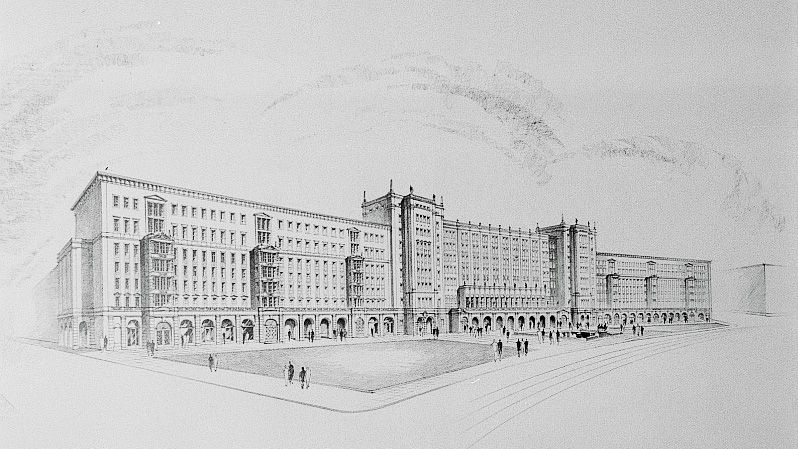
Entwurf für den Leipziger Roßplatz von Rudolf Rohrer (1952).

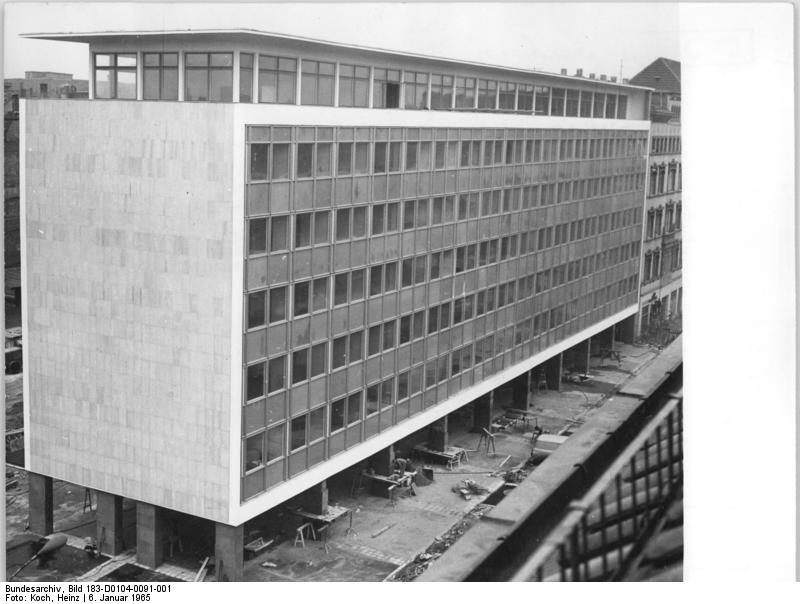
„Messeamt am Markt“ mit Flachdach im Stil der internationalen Moderne (1963).

Rohrers Vater war Tischler. Eine Lehre als Maurer brach Rohrer ab. Anschließend studierte er an der Höheren Technischen Lehranstalt in München und schloss dort im Jahre 1921 als Bauingenieur ab. Danach war er in verschiedenen, nicht bekannten Architekturbüros in Südwestdeutschland tätig.
1929 gewann er den ersten Preis in einem Wettbewerb zur Erbauung von Wohnhäusern in Gautzsch bei Markkleeberg, wo er dann auch als freier Architekt weiterarbeitete. In der Nachkriegszeit führte Rohrer sein Architekturbüro in Markkleeberg weiter. Beim Wettbewerb für den Aufbau des Alten Rathauses in Halle (Saale) im Jahre 1947 errang er den zweiten Preis. Seit 1951 war er als Gruppenleiter im Landesentwurfsbüro der VEB Bauplanung Sachsen mit Zweigstelle Leipzig beschäftigt.
1952 erhielt die Arbeitsgruppe um Rohrer den zweiten Preis im Wettbewerb für Umbau des Leipziger Roßplatzes im Stil des Sozialistischen Klassizismus. Von 1953 bis 1956 wurden die Gebäude nach Rohrers neoklassizistischen Entwürfen erbaut.
1956 rekonstruierte Rohrer zusammen mit Hasso Bausch das nach Entwürfen von Gustav Pflaume im Jahre 1926 erbaute und im Krieg zerstörte Ring-Messehaus mit Portikus.
In den 1960er Jahren wechselte Rohrer entsprechend der veränderten politischen Vorgaben von der damals so bezeichneten „handwerklich-konservativen“ zur „modern-industriellen“ Bauweise. In diesem Stil erbauten er und Rudolf Skoda von 1963 bis 1965 das Messeamt am Leipziger Marktplatz. Das 2001 abgebrochene Gebäude stand auf Pfeilern und hatte eine Glas-Aluminium-Fassade im Stil der internationalen Moderne und ein Flachdach. Heute steht dort die Marktgalerie.
Nach seiner Pensionierung arbeitete er für das Institut für Denkmalpflege in Dresden. Er konzipierte die Rekonstruktion des Leipziger Romanushauses. Der Sanierung von 1966 bis 1969 fielen sämtliche Stuckdecken und die beiden Hofflügel zum Opfer.

## Werkverzeichnis
- 1953/1956: Ringbebauung mit Ring-Café am Roßplatz in Leipzig
- 1956: Rekonstruktion des Leipziger Ring-Messehauses
- 1963/1965: Messeamt am Markt in Leipzig
- 1966/1969: Rekonstruktion des Romanushauses

## Publikationen
- Rudolf Rohrer: Die Neubauten am Roßplatz in Leipzig. In: Deutsche Architektur 1955, Nr. 3, S. 100–107.
- Rudolf Rohrer: Stadtrestaurant Hoyerswerda. In: Deutsche Architektur 1957, Nr. 11, S. 624.